# Ponte Valentino
Il ponte Valentino è un ponte di origine romana situato circa 4 km a est-nord-est di Benevento, non lontano dal confine comunale con Paduli. Il ponte, facente parte del corso della via Traiana, attraversava il fiume Calore (che adesso scorre nelle adiacenze), poco prima che esso ricevesse le acque del Tammaro. La struttura attualmente è in disuso e conserva solo qualche traccia di età antica.
Il ponte ha dato il nome alla circostante località di Ponte Valentino, e nelle sue vicinanze si trova la stazione di Paduli sul Calore (già di Ponte Valentino).
Il ponte è incluso nel sito Patrimonio dell'Umanità UNESCO Via Appia. Regina Viarum, in quanto parte del tratto denominato "L'Appia Traiana da Beneventum a Aequum Tuticum".

## Origine del nome
Nell'VIII secolo nelle vicinanze del ponte esisteva una chiesa di San Valentino (attestata nel 723 in un atto del duca di Benevento Romualdo II, poi nel 745 e nel 774); presso di essa si teneva un importante mercato. Il ponte prenderebbe dunque il nome da tale edificio di culto: ciò viene confermato dal fatto che le cronache di Falcone Beneventano e Pietro Diacono si riferiscono più volte al viadotto come "ponte di san Valentino".
Risulta invece poco plausibile l'ipotesi di Francesco Maria Pratilli, secondo cui il ponte deve il suo nome all'essere stato costruito, o ricostruito, dall'imperatore Flavio Valente.

## Descrizione e vicende costruttive

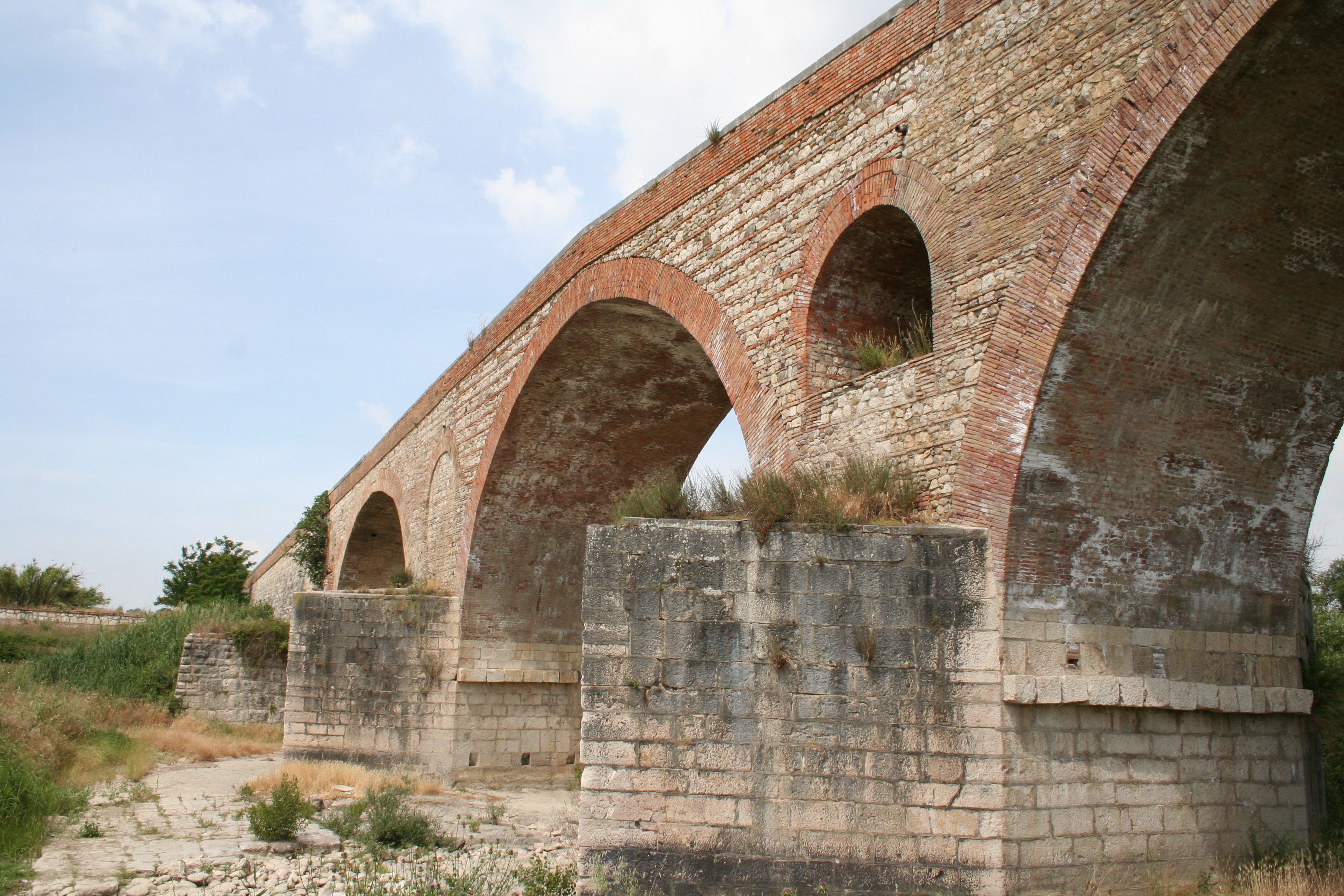
Dettaglio della faccia a monte. Si distinguono il lastricato ai piedi del ponte e il tagliacque in fondo, caratterizzato da una muratura più antica degli altri.

Il ponte Valentino presenta un profilo a schiena d'asino, con tre arcate a tutto sesto di cui la centrale ampia 18 m, e le altre 16 m. La sede stradale è larga circa 6,50 m; la lunghezza complessiva, da un argine all'altro, è di 76 m circa. Le arcate in laterizio sono separate da due piloni rivestiti in blocchi squadrati di pietra calcarea; entrambi sono dotati di tagliacque a sezione triangolare, da ambo i lati. Sopra i piloni sono due finestre di scarico, ma quella più vicina alla sponda sinistra è murata. Il paramento murario sovrastante le arcate è in pietra calcarea, listato con file di laterizi. I parapetti sono costruiti interamente in mattoni.
Il ponte si presenta attualmente come frutto di ripetuti rifacimenti. Di solito il suo aspetto viene riferito genericamente al periodo medievale. Tuttavia, va considerato che Lorenzo Giustiniani alla fine del XVIII secolo descriveva il manufatto come "avanzi"; e inoltre che nell'autunno 1916 il ponte Valentino, all'epoca ancora inserito nella viabilità provinciale, ebbe dei cedimenti strutturali tali da determinare, l'anno successivo, il crollo dell'arcata centrale e di quella adiacente alla sponda destra. Furono ricostruite riproducendo fedelmente la struttura precedente.
Comunque, si possono tuttora riconoscere tracce di muratura di età romana. Thomas Ashby e Robert Gardner, prima degli eventi del 1916, riscontravano porzioni costruite con grandi, grezzi blocchi in opera quadrata nei paramenti murari delle spalle (con l'esclusione di quella sopra corrente della sponda destra). Dietro questo strato ne distinguevano un altro, e poi un nucleo in terra. Gli studiosi riferivano all'età romana anche un ulteriore pilone, distinguibile con i suoi tagliacque presso la sponda sinistra, costruito in blocchi più piccoli. In aggiunta a tali porzioni, in parte individuabili anche oggi, all'età romana bisogna ascrivere la platea in lastre di pietra calcarea alla base delle arcate.
Le tracce antiche in questione fanno sospettare che il ponte non sia stato eretto ex novo con la costruzione della via Traiana (inizi del II secolo d.C.), ma che in tale occasione sia stato ristrutturato un ponte già esistente, forse dell'età augustea.

## L'epigrafe celebrativa

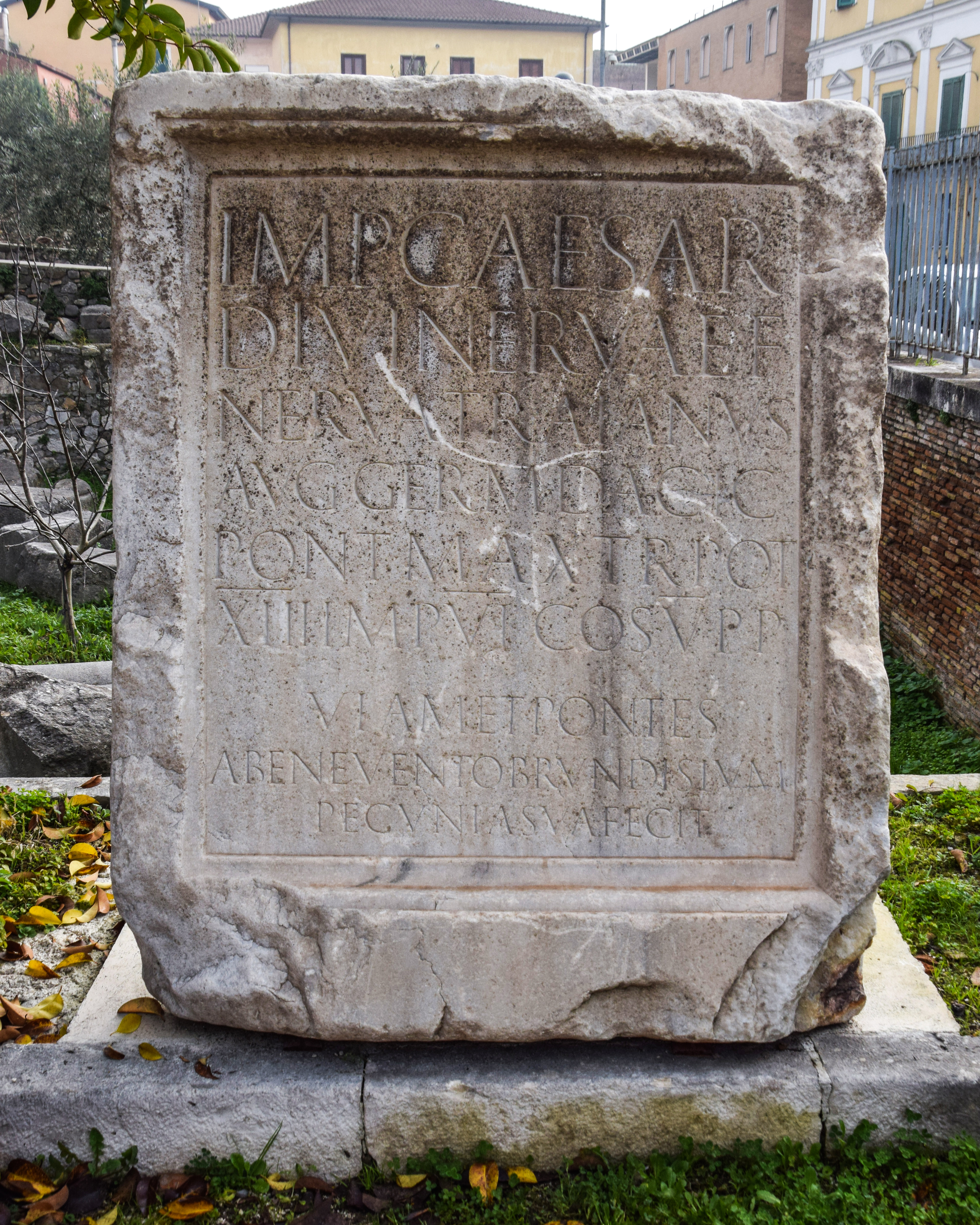
L'epigrafe rinvenuta presso il ponte Valentino

Lungo il corso della via Traiana sono state riconosciute sei epigrafi celebrative per l'imperatore Traiano, dal testo identico e simile a quello dei cippi miliari della strada. Erano destinate a decorare i ponti della strada per esaltare la munificenza imperiale.
Una di tali epigrafi fu ritrovata nel 1985 nel greto del Calore, 60 m a valle del ponte Valentino; ora è esposta presso il teatro romano di Benevento. Si distingue per essere l'unica della famiglia in marmo, e perché è la più grande (162×133 cm): tali peculiarità sono dovute, probabilmente, al fatto che il ponte Valentino era il primo ponte di grandi dimensioni che si incontrava lungo la strada (prima di esso era solo il cosiddetto Ponticello, ben più modesto). Il testo dell'epigrafe recita, a caratteri progressivamente più piccoli (fra parentesi sono sciolte le abbreviazioni):
IMP(ERATOR) CAESAR

DIVI NERVAE F(ILIUS)

NERVA TRAIANUS

AUG(USTUS) GERM(ANICUS) DACIC(US)

PONT(IFEX) MAX(IMUS) TR(IBUNICIA) POT(ESTATE)

XIII IMP(ERATOR) 
VI CO(N)S(UL)
V P(ATER) P(ATRIAE)

VIAM ET PONTES

A BENEVENTO BRUNDISIUM

PECUNIA SUA FECIT